# Baâlons
Baâlons è un comune francese di 212 abitanti situato nel dipartimento delle Ardenne nella regione Grand Est.

## Società

### Evoluzione demografica
Abitanti censiti